# كارولاينا غوميز
كارولاينا غوميز (بالإسبانية: Carolina Gómez)‏ هي دراجة أرجنتينية، ولدت في 6 مايو 1992.